# Lucy Punch
Lucy Punch (ur. 30 grudnia 1977) – brytyjska aktorka filmowa i telewizyjna. 

## Wybrana filmografia
- Ella zaklęta (2004)
- Doktor Martin (2004)
- Julia (2004)
- Nasza klasa (2006-2007)
- Dziewczyny z St. Trinian (2007)
- Morderstwa w Midsomer (2009)
- Torcik podano (2009)
- Poznasz przystojnego bruneta (2010)
- Zła kobieta (2011)
- Zróbmy sobie orgię (2011)
- Ben i Kate (2012)
- Ożenić Barry'ego (2014)
- Seria niefortunnych zdarzeń (2018)